# Blue Jeans (escritor)
Blue Jeans, pseudónimo de Francisco de Paula Fernández González (nacido en Carmona, 7 de noviembre de 1978), es un escritor español de literatura romántica y policíaca para adolescentes.

## Biografía
Inició estudios de Derecho en la Universidad de Sevilla, que dejó para trasladarse a Madrid para estudiar Periodismo.
Colaboró con algunos medios, especialmente deportivos, pero sin éxito; durante algunos años también entrenó a equipos de fútbol sala de niños. 
Su carrera de escritor comenzó en su blog, donde publicó por capítulos su primera novela, Canciones para Paula, que le permitió firmar contrato con la editorial Everest para publicarla en 2009; este año también publicó ¿Sabes que te quiero? y en el 2011 Cállame con un beso, el último libro de esta trilogía dirigida a lectores adolescentes.
Después de su exitosa trilogía, Blue Jeans pasó a la Editorial Planeta, donde ha salido su serie El club de los Incomprendidos. En diciembre del 2014 se estrenó en España la primera película del mismo nombre, dirigida por Carlos Sedes. Los protagonistas son Charlotte Vega, Àlex Maruny, Ivana Baquero, Jorge Clemente, Andrea Trepat y Michelle Calvó.

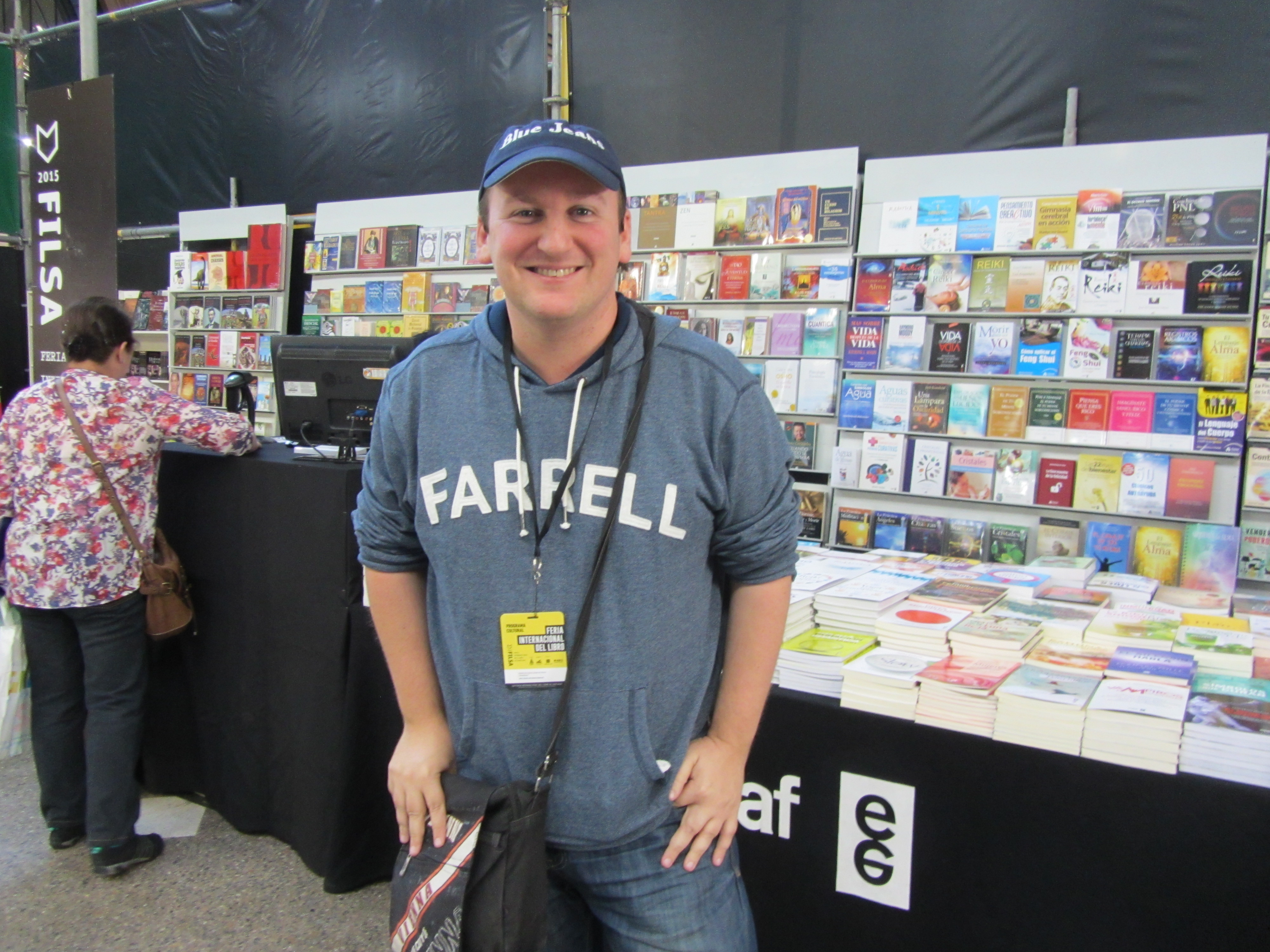
Blue Jeans en la Feria Internacional del Libro de Santiago 2015.

## Obra
Serie Canciones para Paula
- Canciones para Paula (2009), ed. Everest, reeditado por la editorial Planeta
- ¿Sabes que te quiero? (2009), ed. Everest, reeditado por la ed. Planeta
- Cállame con un beso (2011), ed. Everest, reeditado por la ed. Planeta

Serie El Club de los Incomprendidos
- ¡Buenos días, princesa!  (2012), ed. Planeta, 1.ª parte de la trilogía
- No sonrías que me enamoro (2013), ed. Planeta, 2.ª parte de la trilogía
- ¿Puedo soñar contigo? (2014), ed.  Planeta, 3.ª parte de la trilogía
- Tengo un secreto: El diario de Meri (2014), ed. Planeta, diario novelado
- El club de los incomprendidos: Conociendo a Raúl (2013), ed. Planeta, ebook

Serie Algo tan sencillo
- Algo tan sencillo como tuitear te quiero (2015), ed. Planeta
- Algo tan sencillo como darte un beso (2016), ed. Planeta
- Algo tan sencillo como estar contigo (2017), ed. Planeta

Serie La chica invisible
- La chica invisible (2018), ed. Planeta
- El puzzle de cristal (2019), ed. Planeta
- La promesa de Julia (2020), ed. Planeta

Novela independiente
- El campamento (2021), ed. Planeta
- Una influencer muerta en París (2024), ed. Planeta
- La última vez que pienso en ti (2025), ed. Planeta

Bilogía Chopin
- Los crímenes de Chopin (2022), ed. Planeta
- La última melodía de Chopin (2023), ed. Planeta

## Premios
- Premio Rosa 2012 a Mejor Novela JR de la revista RomanTica's 2011
- Premio Árbol de Vida 2013[7]
- Premio Cervantes Chico 2013 (ciudad de Alcalá de Henares)[8]
- Premio Rosa 2014 a Mejor Romance JR Nacional 2013 de la revista RomanTica's
- Premio Off The Record 2014 otorgado por la revista del mismo nombre a la Mejor Saga Juvenil[9]
- Premio Reconocimiento de la Feria del libro de Sevilla del 2015[10]
- Premio The Hall of Stars 2018 al Libro del año
- Premio Bandera de Andalucía de las Ciencias Sociales y las Letras 2024